# Sarpang

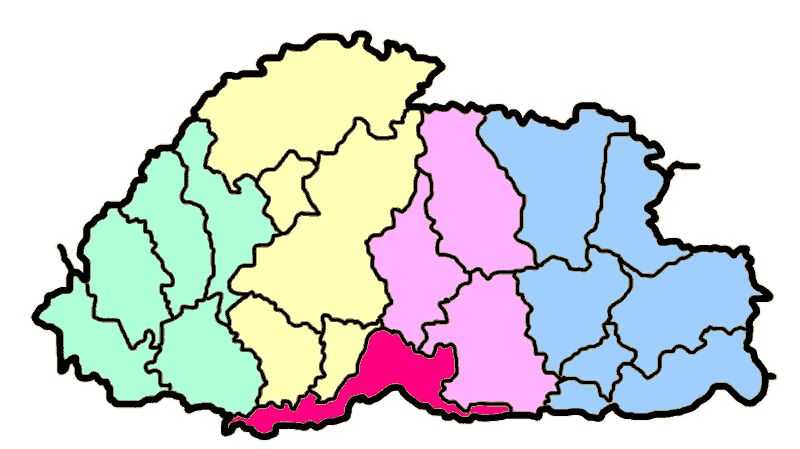
Districtul Sarpang

Sarpang este un district din Bhutan. Are o suprafață de 2.640 km² și o populație de 111.213 locuitori. Districtul Sarpang este divizat în 14 municipii.